# Robert O’Neill

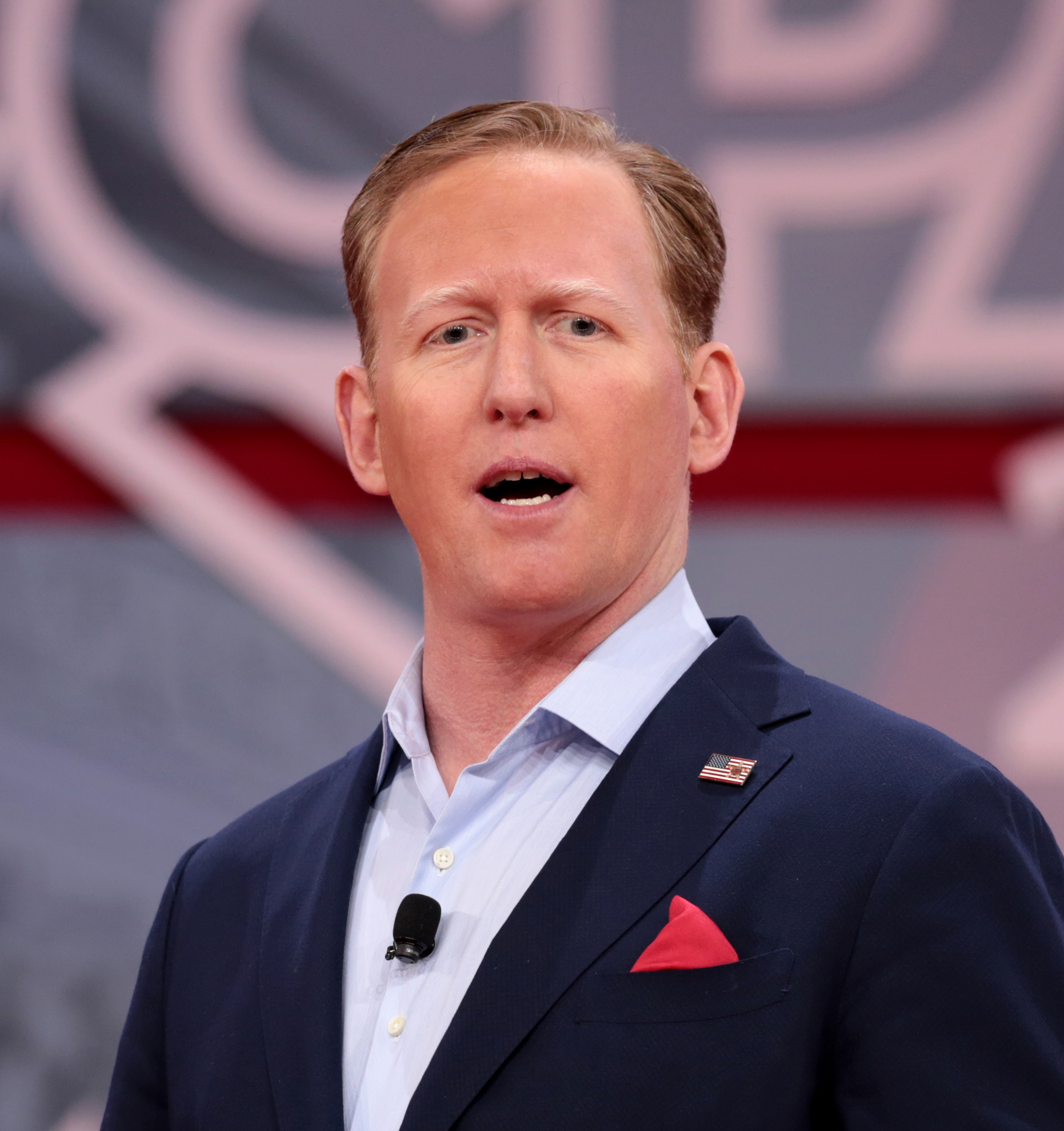
Robert O’Neill (2018)

Robert O’Neill (* 10. April 1976 in Butte, Montana) ist ein ehemaliger US-amerikanischer Soldat. Als Angehöriger der United States Naval Special Warfare Development Group tötete er angeblich 2011 in der Operation Neptune’s Spear den al-Qaida-Anführer Osama bin Laden im pakistanischen Abbottabad.

## Leben
Nach seinem Abschluss an der Butte Central Catholic High School war O’Neill zunächst in verschiedenen Berufen tätig, u. a. bei McDonald’s, in einer Pizzeria und einem Umzugsunternehmen. Er wollte ursprünglich Scharfschütze beim Marine Corps werden, ließ sich jedoch vom Navy-Rekrutierungsoffizier seiner Heimatstadt überreden, eine Ausbildung zum SEAL zu beginnen.
Obwohl er bis dahin nur sehr schlecht schwimmen konnte, unterschrieb er den Vertrag bei der United States Navy und nahm 1996 am Basic Underwater Demolition/SEAL-Training (BUD/S) des Naval Special Warfare Center in Coronado teil (BUD/S class 208). Nach erfolgreichem Abschluss des Seal Qualification Training (SQT) wurde er in die Bravo-Kompanie zum SEAL Team 2 versetzt, wo er die Laufbahn eines Scharfschützen wählte.
2001 war er in der Naval Special Warfare Group 2 in Stuttgart stationiert. Im August 2003 nahm er an einer Aufklärungsmission in Liberia teil. Er bewarb sich für die United States Naval Special Warfare Development Group (DEVGRU), eine Spezialeinheit der US-Navy für Terrorismusbekämpfung und Geiselbefreiung, bestand das 9-monatige Auswahlverfahren und wurde im März 2004 Operator im Red Squadron der DEVGRU; vom Dezember 2009 bis August 2013 war er Teamleader und stieg bis zum Rang eines Senior Chief Petty Officer (SOCS) auf. Er war mit dieser Einheit 2005 unter anderem an der Rettung von Marcus Luttrell, dem einzigen Überlebenden des SEAL Team 10 bei der Operation Red Wings, beteiligt. Im April 2009 führte er das Kommando, das über dem Indischen Ozean absprang, um den Kapitän des amerikanischen Containerschiffs Maersk Alabama aus der Hand von Piraten zu befreien.
O’Neill war als Navy SEAL an zwölf Kampfeinsätzen beteiligt, in denen er über 400 Missionen durchführte. Unter seinen 52 Auszeichnungen befinden sich zwei Silver Stars für besondere Tapferkeit vor dem Feind, vier Bronze Stars mit dem sogenannten „Combat V“ (dem Combat Distinguishing Device, das ausweist, dass der Träger sich während eines Kampfeinsatzes hoher Gefahr aussetzte), eine Joint Service Commendation Medal (V), drei Presidential Unit Citations und zwei Navy & Marine Corps Commendation Medals (V). Er ist damit einer der höchstdekorierten US-Navy SEALs.
O’Neill war laut eigener Aussage am 2. Mai 2011 Mitglied des US-Kommandos, das in der Nacht in das Haus von Osama bin Laden eindrang. Er habe ihn mit drei Schüssen in seinem Schlafzimmer erschossen. Die US-Führung hielt zunächst den Namen des Schützen aus Sicherheitsgründen geheim, so dass er nur wenigen Militärs und Kongressabgeordneten bekannt war. Später sickerte sein Name laut einem Bericht der Washington Post aber durch.
Ein anderes ehemaliges Mitglied der DEVGRU, Matt Bissonnette, hatte bereits 2012 unter dem Pseudonym Mark Owen seine eigene Version der Operation als Buch mit dem Titel No Easy Day veröffentlicht und löste damit eine juristische Auseinandersetzung mit dem US-Verteidigungsministerium aus. Unter anderem musste er, weil er vorab keine Veröffentlichungsgenehmigung durch das Ministerium eingeholt hatte, seine sich auf mehrere Millionen US-Dollar belaufenden Einnahmen aus dem Buchverkauf abtreten. Die Darstellung Bissonnettes weicht von der Schilderung O’Neills in einigen Punkten ab. Seiner Auffassung nach habe ein dritter (als Point Man bezeichneter) Navy SEAL von der Treppe aus den ersten Schuss auf Osama bin Laden abgegeben und dann zwei Frauen, die sich auch im Obergeschoss des Hauses befanden, beiseite gedrängt. O’Neill und Bissonnette seien daraufhin ins Schlafzimmer eingedrungen und hätten noch weitere Schüsse auf Bin Laden abgegeben, der sich noch am Boden liegend bewegt habe. O’Neills Darstellung unterscheidet sich von der Bissonnettes in dem Punkt, dass er Bin Laden im Schlafzimmer stehend angetroffen habe, jedoch nicht ausschließt, dass er durch den Schuss des Point Man verletzt gewesen sein könnte. Bin Laden hatte die Hände auf die Schulter seiner Frau gelegt und schob sie vor sich her. Aus einem Abstand von etwa einem Meter habe O’Neill dann zwei Schüsse abgegeben, die Bin Laden ins Gesicht trafen. Ein dritter Schuss traf ihn, als er fiel. Der nicht identifizierte dritte Navy SEAL, der Point Man, ließ verlauten, dass er nicht gedenke, jemals an die Öffentlichkeit zu gehen.
O’Neill schied Ende 2012 nach 16 Jahren Dienstzeit freiwillig aus, was unter der vorgeschriebenen Dienstzeit liegt, um eine Pension zu erhalten. Im Februar 2013 berichtete das US-Magazin Esquire in der Titelgeschichte Man Who Killed Bin Laden Is Screwed über finanzielle Nöte O’Neills, ohne aber seinen Namen zu erwähnen. Der Familienvater fürchtete nach seiner Militärzeit ein Leben ohne Krankenversicherung und Pension: „Wenn ich ausscheide, werde ich für den Rest meines Lebens keinen Pisspott besitzen. Traurig, aber wahr: Es ist besser, im Kampf zu fallen.“
Danach war O’Neill allerdings ein gefragter Motivationsredner und stand für die bekannte Washingtoner Agentur „Leading Authorities“ unter Vertrag. Anfang November 2014 kündigte O’Neill Interviews mit der Washington Post und ein zweiteiliges TV-Interview (The Man Who Killed Usama bin Laden am 11. und 12. November mit dem US-Sender Fox News) an. Die Ausstrahlung des ersten Teils fiel auf den amerikanischen Veterans Day. Bereits im Vorfeld veröffentlichte der US-Spezialkräfte-Blog Sofrep am 3. November 2014 aus Protest gegen sein Brechen des dienstlichen Schweigegebots O’Neills Namen. Die Navy Seals unterzeichnen eine lebenslange Stillschweige-Erklärung. Die Führungsspitze der Seals drohte allgemein in einem Brief an ihre Untergebenen mit rechtlichen Konsequenzen, sollten als geheim eingestufte Informationen publik gemacht werden.
Im Oktober 2020 bestätigte Admiral a. D. William H. McRaven, der seinerzeit für den Zugriff auf bin Laden verantwortlich war, gegenüber CNN, dass die tödlichen Schüsse von O’Neill gekommen waren.
Im November 2024 sorgte er mit einem Social Media Posting für Kontroversen.
O’Neill ist verheiratet.